# Canthium trichophorum
Canthium trichophorum är en måreväxtart som beskrevs av Eduardo Quisumbing y Argüelles och Elmer Drew Merrill. Canthium trichophorum ingår i släktet Canthium och familjen måreväxter. Inga underarter finns listade i Catalogue of Life.